# Meade (Kansas)
Pour les articles homonymes, voir Meade.
La ville de Meade est le siège du comté de Meade, situé dans le Kansas, aux États-Unis.
En juillet 1885, la Meade Center Townsite Company achète 520 acres (210,44 ha) de terres au gouvernement fédéral pour 650 dollars et fonde la ville. En novembre de la même année, Meade Center est incorporée,. Elle prend le nom de Meade en 1889, en référence au général George Meade.
Selon le Bureau du recensement des États-Unis, Meade compte 1 721 habitants au recensement de 2010 pour une superficie de 0,99 milles carrés (2,56 km2).